# Just Surrender

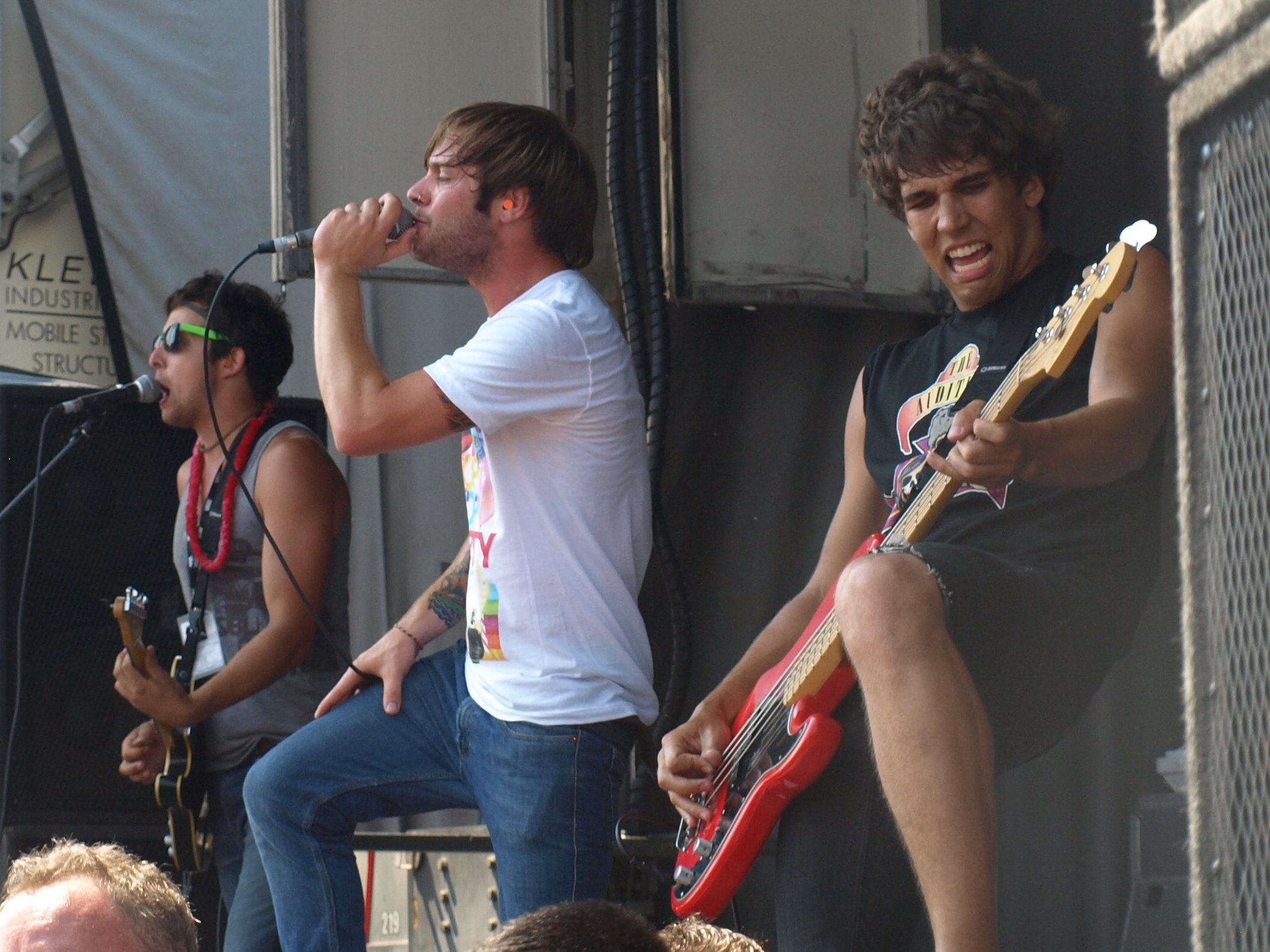
Just Surrender

Just Surrender is een indierock-/poprockband uit New York. De band bestaat uit vier leden.

## Biografie
De band werd opgericht door Jason Maffucci, Andrew Meunier, en Steve Mille die samen op school zaten. De band heette aanvankelijk "A Second Chance". Dan Simons kwam spoedig bij de band terwijl Andrew Meunier stopte. De band gaf hun eerste ep uit: "In Your Silence". 
Via de muzieksite PureVolume werden hun songs online vlug zeer populair, meer dan 400 000keer werden hun nummers online beluisterd. Door dit succes mochten ze mee met Autopilot Off op tour en dit bracht hen meer bekendheid. Nadien toerde de groep met vele andere bands in hetzelfde genre. 
In 2005 verscheen hun debuutalbum "If These Streets Could Talk". Dit is tot nu toe hun enige album maar kent een gigantisch succes en werd o.a gepromoot op MTV.

## Discografie

### Albums
- If These Streets Could Talk (2005)

### Ep's
- In Your Silence (2003)